# Liu Aixiang
Liu Aixiang (3 de abril de 1966) es una deportista china que compitió en judo. Ganó una medalla de bronce en el Campeonato Mundial de Judo de 1986 en la categoría de –72 kg.

## Palmarés internacional
| Campeonato Mundial | Campeonato Mundial        | Campeonato Mundial | Campeonato Mundial |
| Año                | Lugar                     | Medalla            | Categoría          |
| ------------------ | ------------------------- | ------------------ | ------------------ |
| 1986               | Maastricht (Países Bajos) | Medalla de bronce  | –72 kg             |